# Beyşehir
Beyşehir – miasto w Turcji w prowincji Konya.
Według danych na rok 2000 miasto zamieszkiwało 41 312 osób.
Beyşehir leży nad jeziorem o tej samej nazwie. W mieście znajduje się Meczet Eşrefoğlu zbudowany w latach 1296–1299, jeden z pięciu drewnianych meczetów hypostylowych średniowiecznej Anatolii wpisanych w 2023 roku na listę światowego dziedzictwa UNESCO.